# パッラヴォーロ・ピネローロ
ユニオン・バレー・ピネローロ（Union Volley Pinerolo）は、イタリアのピエモンテ州ピネローロを本拠地とするスポーツクラブチームであり、2024/25シーズンはイタリアセリエAのA1に所属している。

## 歴史
1987年設立。セリエA2より参戦。1992/93シーズンのセリエA2で最下位となりセリエB1、B2へ降格。2017/18シーズンのセリエB1優勝を果たし、セリエA2へ昇格。2021/22シーズンのセリエA2では優勝を果たし、来季トップカテゴリーセリエA1への参戦の権利を得た。2022/23シーズンからはチーム名をWash4Green Pineroloとし、セリエA1のレギュラーラウンドを6勝20敗とセリエA1残留圏内の成績となり、最終的には10位でリーグを終えた。2023/24シーズンはイタリアカップを5位、セリエA1リーグではレギュラーラウンドを12勝14敗で通過し、クォーターファイナルではヴェロ・バレー・ミラノに敗れたが6位の成績を残した。

## 登録選手
2024-25年シーズンの登録選手は次の通り。
| 背番号 | 名前                           | ポジション           | 身長 | 備考       |
| ------ | ------------------------------ | -------------------- | ---- | ---------- |
| 1      | インドレ・ソロカイテ           | アウトサイドヒッター | 1.88 |            |
| 2      | Francesca Cosi                 | ミドルブロッカー     | 1.86 |            |
| 3      | カルロッタ・カンビ             | セッター             | 1.78 |            |
| 4      | Giada Di Mario                 | リベロ               | 1.80 |            |
| 7      | アマンダ・マリーヌ・シルベス   | ミドルブロッカー     | 1.96 |            |
| 8      | Silvia Bussoli                 | アウトサイドヒッター | 1.83 |            |
| 9      | Sara Panetoni                  | リベロ               | 1.76 |            |
| 9      | ソフィア・ドドリーコ           | アウトサイドヒッター | 1.86 |            |
| 10     | Ilenia Moro                    | リベロ               | 1.78 |            |
| 12     | Martina Bracchi                | アウトサイドヒッター | 1.82 |            |
| 14     | レアンドラ・オリンガ＝アンデラ | ミドルブロッカー     | 1.85 |            |
| 17     | マルヴィナ・スマジェク         | オポジット           | 1.91 |            |
| 18     | ヤスミナ・アクラーリ           | ミドルブロッカー     | 1.86 | キャプテン |
| 23     | Elena Perinelli                | アウトサイドヒッター | 1.82 |            |
| 24     | Thalia Moreno                  | オポジット           | 1.89 |            |
| 28     | Giorgia Avenia                 | セッター             | 1.80 |            |

## 主な歴代所属選手
- アンナ・カヤリナ
- マルティナ・グライベル
- テッサ・ポルデル
- ヴェロニカ・トゥルンコバ
- アネット・ネメス
- マヤ・ストーク
- アデリナ・ブダイ・ウングレアーヌ